# 341590 Emmawatson
341590 Emmawatson è un asteroide della fascia principale. Scoperto nel 2007, presenta un'orbita caratterizzata da un semiasse maggiore pari a 3,0787355 au e da un'eccentricità di 0,0744019, inclinata di 11,77525° rispetto all'eclittica.
È dedicato alla attrice inglese Emma Watson.